# Naveen Naveen
Naveen Naveen (2000) è un lottatore indiano, specializzato nella lotta libera.

## Palmarès
- Campionati asiatici

Ulaanbaatar 2022: bronzo nei 70 kg.